# クワンタイ・シッモーセン
クワンタイ・シッモーセン（タイ語: ขวัญไทย ศิษย์หมอเส็ง、英: Kwanthai Sithmorseng、1984年8月18日 - ）は、タイのプロボクサー。元PABAミニマム級スーパー王者。元WBA世界ミニマム級王者。

## 来歴
2005年6月28日、プロデビュー。
2007年11月1日、18戦目で、空位のPABAミニマム級王座決定戦をプーケット県・パトンビーチでペッチ・サックルンルアン（タイ）と対戦し、2回KO勝ちを収め王座獲得に成功した。
8度防衛した後2010年2月1日、スーパー王座認定を受けた。
2010年11月5日、バンコクのプラナコーン・ラチャパット大学でローマン・ゴンサレスの王座返上に伴うWBA世界ミニマム級王座決定戦をABCO王者のピグミー・ゴーキャットジム（タイ）と対戦し、12回2-1（116-112、114-115、115-114）の判定勝ちを収め王座獲得に成功した。
2011年4月19日、バンコクのクルンテープ・トンブリ大学で元IBF世界ミニマム級王者ムハンマド・ラクマン（インドネシア）との対戦し、9回1分29秒KO負けを喫し初防衛に失敗、王座から陥落した。
2011年8月9日、チャイナート県・サッパヤー郡ポーピタック村でジャック・アミサ（インドネシア）と6回戦を行い、6回判定勝ちを収め再起をした。
2012年4月2日、ウッタラディット県でドミ・ネノケバ（インドネシア）とPABAミニマム級王座決定戦を行い、5回TKO勝ちを収め王座返り咲きに成功した。
2012年5月22日、トンブリーでヘンキー・エリュー（インドネシア）と対戦し、2回TKO勝ちで初防衛に成功した。
2013年7月5日、パトゥムターニー県のモーセンビルディングでマディッ・サダ（インドネシア）と対戦し、5回TKO勝ちを収め2度目の防衛に成功した。
2013年7月、PABAミニマム級王座を返上した。
2013年9月11日、大阪府立体育会館でWBA世界ライトフライ級王者井岡一翔（井岡）と対戦し、7回2分17秒KO負けを喫し2階級制覇に失敗した。
2014年1月17日、バンコクでソフワン・ロムボク（インドネシア）とノンタイトル6回戦を行い、4回1分37秒TKO勝ちを収め再起した。
2014年8月8日、バンコクドゥシット区にあるロイヤル・プラザでスタンプ・キャットニワットと対戦し、12回0-3（111-117、2者が112-115）の判定負けを喫した。

2014年12月23日、アユタヤ県プラナコーンシーアユッタヤー郡のアユタヤ歴史公園でヘリ・アモル（インドネシア）とノンタイトル6回戦を行い、6回判定勝ちを収めた。 
2015年5月6日、大田区総合体育館でWBA世界ライトフライ級王者田口良一（ワタナベ）と対戦し、8回36秒TKO負けを喫し2階級制覇に失敗した。 
2017年6月27日、木村翔が同年7月28日に上海でWBO世界フライ級王者の鄒市明と対戦することが決定した為、同年7月11日に予定されていたWBOアジア太平洋王座挑戦は中止となった。

## 獲得タイトル
- 第10代PABAミニマム級王座（防衛8度）
- PABAミニマム級スーパー王座（防衛2度）
- 第12代PABAミニマム級王座（防衛2度）
- WBA世界ミニマム級王座（防衛0度）